# Joanna Griffiths
Joanna Griffiths, este o actriță britanică. Ea s-a născut în Țara Galilor, unde în 1960 a petrecut cea mai mare din copilărie. A studiat la Hertfordshire Colegiul de Artă și Design, Colegiul din Londra. Ea a devenit cunoscută prin rolul jucat în filmul Parfumul - povestea unui ucigaș.